# 藤井林檎
藤井 林檎（ふじい りんご、1995年11月28日 - ）は、日本の元AV女優。マインズに所属していた。

## 略歴
2019年4月にAVデビュー。
2021年1月24日、自身のTwitterにて引退する事を発表。

## 人物
神奈川県出身。
趣味は散歩・カフェ巡り、特技はピアノ・ダンス・料理。
デビュー前からAVを見ていて“エッチなことしてお金がもらえたらいいな”と思うようになり事務所に入ろうとするが、どうすればいいのか分からずにいたところ偶然友人から誘われAV女優となった。

## 出演作品

### アダルトDVD
- ちょっとの刺激でビクンビクン感じて何度も絶頂してしまう感度抜群な美少女 早漏イクイク敏感アイドルAVデビュー（4月1日、ムーディーズ）
- 本物アイドルだってイク時は一緒だよ♡ 早漏改善 同時イキ中出し（4月25日、本中）
- 顔出し!女子大生限定 ザ・マジックミラー 徹底検証! 男女の友情は成立する!? 友達関係のリアル素人大学生が日本一エロ〜い車の中で二人っきり 11 人生初の真正中出しスペシャル! in池袋 2枚組8本番!（6月7日、DEEP'S）他出演:泉ひなの、小椋綾乃、美園和花、須崎まどか、結まきな、望月あやか ほか
- 芸能人在籍超高級デリバリーヘルス（6月7日、ONEZ）
- わたしはオジサンが大好き。（6月14日、宇宙企画）
- マジックミラー号ハードボイルド 保育士さんをナンパ 「幼児用玩具のモニタリングです!」とプチ三角木馬に跨らせる! 神振動マッサージ機で妊娠ホルモンが活性化! 最後には中出しまでしちゃうなんて!（6月20日、サディスティックヴィレッジ）他出演:黒川サリナ、豊中アリス、本田梓、月宮ねね
- 新人ナースの皆さん! フル勃起患者とぬちゅぬちゅ素股体験してみませんか? 股間にあたるデカチンに欲求不満ま●こはグショ濡れ!ガマンできずに男根丸呑みフェラ、自ら腰ふり逆ピストンで連続生中出しSEX!（6月28日、赤面女子）他出演:美甘りか、凪乃ゆいり、春埼めい
- 日焼け跡の残る姪っ子近親相姦（6月28日、TMA）共演:冬愛ことね
- 高嶺の花の美人キャビンアテンダント限定! 航空会社対抗中出し野球拳! 2 勝てば100万円!負ければいきなりデカチン即ハメ! フライト帰りのCAオマ○コに上司の目の前で何度イってもやめない追撃ピストンで抜かずの連続中出し! 4人合計19発（7月7日、DEEP'S）共演:浅見せな　他出演:有坂深雪、黒川すみれ、内海みう、天希ユリナ ほか
- 涎ダラダラえずき汁垂れっぱなし! 第1回 ロリイラマ選手権 ドSデカチン男優の鬼イラマを30分耐えたら賞金100万円!!（7月11日、ROCKET）他出演:涼宮うるは ほか
- ブルマを知らない世代の従妹の女子○生に、パンチラ防止のスパッツの代わりにブルマを穿かせたら、ブルマチラしまくりで、勝手に興奮してずらしハメ!（7月11日、SWITCH）
- 春のフレッシュマン社会人限定! 「童貞さんとエッチしてもらっても良いですか?」 まだ仕事に慣れていないウブな新入女子社員に勃起見せつけ! ぐちょ濡れオマ●コに素股プレイ中ヌルっと生挿入! 胸キュン筆下ろし! 新生活頑張っていきましょうSPECIAL vol.002（7月12日、S級素人）他出演:星あめり、宮沢ちはる
- 処女の幼馴染と童貞の僕がとっても恥ずかしいH練習! 擦るだけと素股したらヌルヌルのお股にズボッ! 途端に顔が真っ赤になりプルプル痙攣!実は超多感症だった幼馴染!中に出されて失神寸前の彼女にもう一回ズボッ!そのまま2回戦生中出し!（7月12日、SCOOP）他出演:美甘りか、凪乃ゆいり、春埼めい
- 新放課後美少女回春リフレクソロジー+ Vol.024（7月12日、ケイ・エム・プロデュース/宇宙企画）
- 眼鏡腐女子●生の変態妄想性行為となまなかだし VOL.002（7月12日、BAZOOKA）他出演:冬愛ことね、あゆみ莉花、宮沢ちはる
- 生中出しアイドル枕営業 Vol.002（7月12日、BAZOOKA）他出演:枢木あおい、星あめり、水谷あおい
- 就活面接で「手コキくらい業界ではアタリマエだよ?」と言いくるめられて結局中出しSEXまでさせられても泣き寝入りするしかない現・女子大生入社すればサディスティックヴィレッジの女AD（7月25日、サディスティックヴィレッジ）他出演:有村のぞみ、初美りん、あおいれな、知花みく
- 再婚相手の連れ子を犯す父の近親相姦映像（7月26日、I.B.WORKS）他出演:有栖るる、平花
- 最強属性 34（7月26日、最強属性）
- ラップ1枚被せて友達と素股してくれませんか?と偽り溶けるラップを仕込んでウブなお嬢さんに生ハメ、中出しさせちゃいました!（8月8日、アイエナジー）他出演:新垣智江、跡美しゅり、桃井杏南
- 親父が再婚した俺と3才しか変わらない義母のピタパン尻に我慢できずにレイプ!途中で冷静になってストップしたら「やめちゃうの?」と言われたのでナマチンXXX (トリプルエックス) 中出し!今では家庭内セフレです (8月8日、サディスティックヴィレッジ) 他出演:ましろ杏、有村のぞみ
- 家売るレディの営業 Vol.001（8月9日、BAZOOKA）他出演:葉月もえ、七瀬ひな、冬愛ことね
- 働く新卒社会人と性交。 VOL.014（8月9日、BAZOOKA）他出演:滝本エレナ、水谷あおい、音羽美玲
- 一般男女モニタリングAV 壁から!ベッドから!クローゼットから! 素人女子大生が次々と勃起チ○ポが現れるチ○ポパニックルームでしごいてしゃぶる即ヌキミッションに挑戦! 無数のチ○ポと大量ザーメンにドキドキしながらもオマ○コが濡れてしまったJDがノンストップ射精SEX! 総発射40発!（8月19日、ディープス）※「なつみ」名義　他出演:なお、ゆい、すみれ
- AV男優の性技に耐えたら賞金30万円! カワイイ女子大生たちが必死にイキ耐える 凄テク我慢ゲームに挑戦! イッたら巨漢男が即・種付けプレス!! Vol.2（8月25日、ナンパJAPAN）他出演:永瀬ゆい、有坂深雪、咲良ゆめ
- 悪質シロウトナンパ 9 お願い! 素股してくれませんか? カチカチ生チ●ポが直接アソコに擦れて思わず濡れちゃう女の子 ぬるぬるワレメにツルっと生挿入!（9月10日、ブリット）※「りか」名義　他出演:まり、みき、はる、まな
- デリヘルで呼んだ娘が、敏感すぎて潮吹いて僕の部屋をビショビショにするので怒ったらヤラせてくれたけど、感じまくりまさかの連続イキ! 更にハメ潮吹きまくって困った! 8（9月12日、アイエナジー）他出演:一乃瀬るりあ、みひな、上川星空
- ローアングルでベストアングル連発!! じっくり仰ぎ見るパンチラ 2 スリル満点!逆さ撮り編（9月13日、アロマ企画）他出演:波多野結衣、倉木しおり、茜はるか、あけみみう、岬澪、涼城りおな、茜麻衣子、ふわり結愛、沖田里緒、桐山結羽、一宮つばさ
- お尻AJOI 究極の完全主観オナニーサポートDVD アナル見せつけ挑発 2（9月25日、アロマ企画）他出演:一ノ瀬恋、明海こう、一宮つばさ、紗凪美羽、富田優衣
- マジックミラー号 「エロいセフレを紹介してくれませんか?」街のチャラ男に聞いたらとんでもなくスケベな女がやって来た!（9月26日、SODクリエイト）※「ヒマリ」名義　他出演:カンナ、トモカ、チューちゃん、サトミ、ナオ、ウタ、Mちゃん、Rちゃん、Fちゃん
- 買い物帰りの奥さんにチ○コを与えたらバカイキする淫乱人妻だった（9月26日、AKNR）他出演:森沢かな、松ゆきの
- 欲求不満なワケあり人妻さん大集合!! 旦那より大きな馬並み巨大勃起チ●ポ見せつけチャレンジ! 赤面恥じらいが止まらないセックスレス発情奥様!ぐちょ濡れオマ●コに素股プレイ中ヌルっと生挿入! 「私…デカチンが好き!」 女として生まれて初めての感動SEX体験SPECIAL（9月27日、S級素人）他出演:森本つぐみ、御坂りあ
- 軟派しようZ! 街で見かけたメガトン級シロウト女子GET!（10月10日、ホットエンターテイメント）他出演:穂ひまり、川田みはる、笹本みほ、前田いろは
- 極薄パンティ越しおマ○コ触診ドクターの診察日記（10月13日、アロマ企画）他出演:宮沢ちはる、沖田里緒、紗凪美羽、嗣永さゆみ、小川ひまり
- 無意識に透けブラパンしている部活マネージャーに手を出しちゃった俺（10月24日、AKNR）他出演:市橋えりな、みひな
- 膝上25cmの制服とパンティーとフェラチオと（11月13日、アロマ企画）他出演:北乃みれい、月宮こはる、嗣永さゆみ、ふわり結愛、君色華奈、日向うみ
- 混浴スパリゾートのいたる所で気が弱そうな女子を狙ってスリル満点ギリギリ限界お触り痴漢（11月19日、お夜食カンパニー）他出演:野澤すずか、愛原れの、葉山りん、坂元みこ、七瀬もな、高杉麻里、高梨ゆあ、朔田美優、音海里奈、海空花、今井まい、紗凪美羽、浜崎真緒、月ヶ瀬ゆま、雨宮凛、神楽アイネ、小谷みのり、やしきれな ほか
- 【完全主観】 方言女子 福島弁（12月6日、h.m.p）
- 野ション中の部活美少女に媚薬入り水鉄砲で狙い撃ち! 逃げようとするも媚薬が効き過ぎ野外発情中出しSEX!!（12月20日、ゲッツ!!）他出演:篠崎みお、八尋麻衣、涼宮ましろ
- 若い娘特有のコリコリのオマ○コ&クリトリスを堪能するDVD（12月24日、SEX MACHINE）

- 催眠連鎖(サイミンレンサ) 〜悪徳教師の自己満足のために催眠で性奴隷化したJ◎美少女たち〜（1月10日、ゲッツ!!）共演:八尋麻衣、涼宮ましろ
- しゃがんだお尻の穴の収縮とシワの本数までバッチリ分かるアナルひくひくオナニー（1月13日、アロマ企画）他出演：宮沢ちはる、一条みお、黒川すみれ、明海こう、佐原由紀、桃瀬瑠加、夏希のあ、後藤里香、神ユキ、豊中アリス、紗凪美羽、星あめり、笹倉杏、愛里るい
- 円光女子●生 はじめての種付け孕ませ（1月25日、ホームルーム/妄想族）他出演：渚みつき、藤波さとり
- 濃厚フェラしてくれている女の子の緩んだ股間の奥に見えるパンチラで異様に興奮します!（3月25日、アロマ企画）他出演：富田優衣、紗々原ゆり、上川星空、川崎亜里沙、本橋実来
- センズリ用 シコシコしながらじっくり見れるおま○ことアナル 2（5月7日、アロマ企画）他出演：篠宮ゆり、浅倉真凛、水卜麻衣奈、唯乃光、本橋実来
- 肌がふれあう密着回春マッサージ 2（5月19日、アロマ企画）他出演：鈴木さとみ、阿部乃みく、あまね弥生、本真ゆり
- 女子に囲まれて男はボクひとり!?の王様ゲーム!! 気が付けば妹のクラスメイトに全裸にされてしまったボクは…（5月21日、アイエナジー）共演：一条みお、聖星姫花、河奈亜依、掘ななか
- えっちな女子校生の淫語かたりかけぐちゅぐちゅ連続絶頂スク水オナニー 4（6月25日、アイエナジー）他出演：冬愛ことね、愛華みれい、百岡いつか、琴音芽衣、渚ひまわり、桃尻かのん、美甘りか、桃井杏南、高梨ゆあ
- 寝ている女子校生の妹にイタズラしていたら逆に生ハメを求められて、もう発射しそうなのにカニばさみでロックされて逃げられずそのまま中出し! 5（7月9日、アイエナジー）他出演：上川星空、想真花
- アイドルの世界は忖度まみれ 嬉し恥ずかし地下アイドル撮影会（7月13日、アロマ企画）他出演：篠宮ゆり、綾野鈴珠、夢乃美咲、浅倉真凛、七瀬かれん

### アダルトVR
2019年
- 僕の彼女は超敏感激イキ体質 元アイドル美少女とイカセまくりイキまくりイチャらぶSEX（5月31日、SODクリエイト）
- 思春期の年下のお嬢様に敬語淫語でいいなり 敏感すぎるお嬢様はイキまくってアヘ顔! 追撃ピストンでさらにイカせてリベンジ中出し!（6月21日、SODクリエイト）
- 超画質革命! 彼氏持ちの敏感美少女に媚薬を飲まして犯す 真夏の汗だく中出しカーセックス（11月1日、こあらVR）
- 超画質革命! 就活で訪れた気弱なJ○に内定を餌にセクハラ! イヤがる美少女をハメまくる連続絶頂中出し性交!（11月16日、こあらVR）

2020年
- 後を追いかけ拉致してそのままレ○プ! 全員中出し! 3（4月30日、ROOKIE VR）他出演：三原ほのか、雪乃凛央、初美りん、黒川すみれ、唯乃光、柊るい
- いっぱい手コキとフェラして気持ち良くしてあげるからブシャブシャ男潮を吹きなさい!（5月6日、ROOKIE VR）他出演：三原ほのか、雪乃凛央、初美りん、黒川すみれ、唯乃光、柊るい

### イメージDVD
- Ringo Harvest!!（2019年6月6日、REbecca）

## 出演

### テレビ
- 木曜マン毛モロ出し美術館 3〜シ●ウト美女の秘部を鑑賞（2019年6月20日、パラダイステレビ）
- ケンコバのバコバコテレビ（2019年8月、サンテレビ）

### ウェブドラマ
- 全裸監督2（2021年6月24日 全話配信、Netflix） 1話、2話